# Naqada II

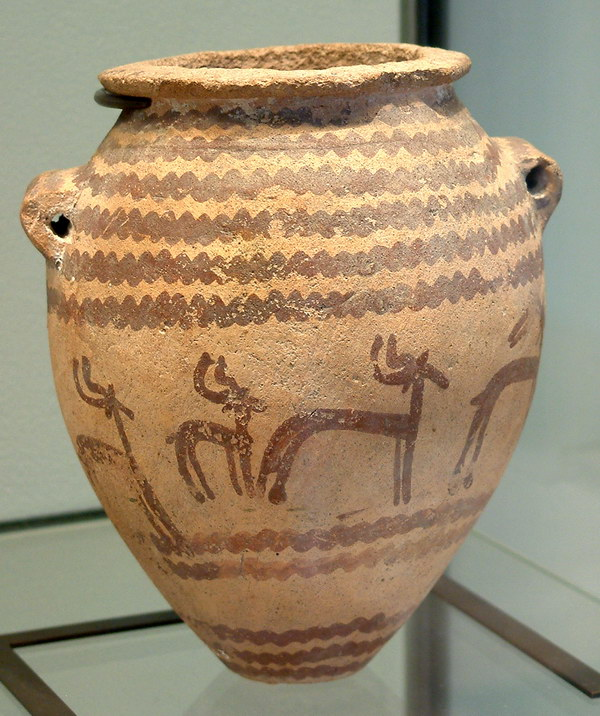
Gerra decorada. Naqada II. Museu del Louvre

Naqada II fou un període cultural predinàstic egipci, conegut en conjunt com a gerzeà (de la localitat d'Al-Gerzeh, a la governació d'el Faium) que va del 3500 aC al 3200 aC. Kaiser el divideix en els estadis Naqada IIa, Naqada IIb, Naqada IIc i Naqada IId.
Deriva del Naqada I o amratià i els llocs han estat trobats a la mateixa àrea, principalment a l'Alt Egipte. Es caracteritza per una evolució de les pràctiques funeràries, amb menys enterraments, poca variació en el seu tipus i en la forma del sepulcre, increment dels enterraments rics amb mesura i disseny, enterraments gairebé exclusius per a una sola persona, però els enterraments múltiples en més nombre que a Naqada I; apareix el taüt ajustat al cos i als elements que l'acompanyen; es troben alguns ganivets amb els difunts. Els cementiris continuen sent a terra, i els dels rics estan separats dels altres. La ceràmica canvia d'estil amb noves decoracions, el treball de la pedra es millora; aparició de joies i or i plata; figures femenines, amulets, més productes d'importació (Palestina, Mesopotàmia) i desaparició dels trets semblants a la cultura de Maadi (en l'estadi IIc).
En els estadis IIa i IIb, s'incrementa la població, apareixen noves tècniques, sorgeix l'especialització i es millora l'estructura social i la qualitat dels elements sigui de pedra, marfil o ceràmica. L'enterrament encara és semblant a Naqada I.
En els estadis IIc i IId, la cultura s'expandeix sobretot cap al Baix Egipte, on provoca la desaparició de la cultura de Maadi. Els assentaments de Buto, Sedment, Harageh, Abusir el Maleq i Minshat Abu Omar deixen de tenir elements d'aquesta cultura i, o bé desapareixen o bé són substituïts per elements de la Naqada II. Les teories modernes suggereixen que la cultura Maadi, dins la seva pròpia evolució, podria haver arribat a un grau similar a la de Naqada, sense precisar una influència directa, però els contactes estan acreditats. L'expansió de Naqada II va arribar també al Sinaí i al sud de Palestina (Ain Besor, Tel Erani, Azor). Les influències externes venen d'Uruk, Jamdat Nasr, Tell Judeidayh, Biblos i Megiddo. El lapislàtzuli, procedent de Mesopotàmia, apareix molt sovint en Naqada II.
En aquest període, s'establiren verdaderes ciutats estat, si bé alguns llocs van conservar la seva independència com a entitats polítiques menors. De les excavacions, els experts dedueixen que Nubt (Naqada) fou sobrepassada en poder per Hierakonpolis. El mite dinàstic de la lluita entre els déus Seth (que fou el déu de Naqada) i Horus (el déu de Hierakonpolis) podria indicar aquest fet. El procés sembla que fou general i les comunitats més riques i poderoses es van imposar, bé per voluntat o bé per conquesta, a les petites. Les causes més probables, potser a vegades una barreja d'algunes, podrien ser l'activitat militar, les migracions de població des del desert oriental, les noves rutes de l'intercanvi comercial amb Àsia, compartir recursos, els matrimonis entre famílies dirigents i d'altres. No es descarta que alguns estats menors, de fet, continuessin existint, però com a dependències d'un estat major, i que fossin el nucli dels futurs nomós.
La societat es va desenvolupar amb més expressions artístiques i idees. Apareixen els signes precursors dels jeroglífics. La tomba 100 a Hierakonpolis, d'un cap, molt rica en comparació amb anteriors, mostra l'estratificació social; d'aquest període és el primer temple també a Hierakonpolis, que demostra l'establiment d'idees religioses.
L'economia continua sent agrícola i ramadera amb increment del comerç. Alguns animals foren domesticats, com les ovelles, les cabres, els porcs i els gossos. El Nil ja irrigava per mitjans naturals en aquest període, amb les crescudes de l'agost i setembre.
Principals indrets de la cultura Naqada II a l'Alt Egipte: 
- Mahansa
- Nubt (Naqada)
- Hierakonpolis
- Abidos
- Elefantina

Principals indrets de la cultura Naqada II al Baix Egipte:
- Merimda
- El Omari
- Maadi
- Tell el-Fara'in (Buto)
- Sais
- Minshat Abu Omar
- Kafr Hassan Dawood
- Tell el-Farkha
- Al-Gerzeh
- Abusir el-Maleq
- Harageh
- Tura

Al Baix Egipte, la principal excavació és Algara, a la regió a l'est de la governació d'el Faium, que correspon al Naqada IIc i IId, i que va donar el nom inicial a Naqada II en les exploracions de Petrie. Conté 288 tombes de les quals 249 estan senceres. També és important Tell el-Fara'in (Buto), que conserva trets de la seva identitat anterior en el Naqada II que persistiran fins al Naqada III. El lloc d'Harageh, al sud-est de Lahun, va ser excavat abans de la Primera Guerra mundial i s'hi van trobar bastants cementiris del IIc i IId. A Tura, que fou un establiment petit a la part est del riu, a 9 km al sud del Caire i a 2 km de Maadi, també es va trobar un cementiri, amb indicis de la presència de Naqada II, però la ceràmica encara és del tipus de Maadi. Al delta, al lloc de Kafr Hassan Dawood, recentment excavat, s'han trobat tombes del IIc i IId, 40 d'aquestes de personatges suposadament més importants.
En tots els llocs del Baix Egipte, es percep més o menys clarament la transformació de la cultura de Maadi per la cultura naqadiana.